# BOATNYA
BOATNYA（ボートニャー）は、ボートレース振興会（ボートレース）のホームページ・CMに登場するネコのキャラクターである。

## 概要
2013年まで、南明奈が扮していた「アッキーニャ」という猫をイメージしたキャラクターの系譜を引き継ぎ、猫のコスチュームに扮したダンサーという設定で、ボートレースのPR活動に努めるというもので、2014年度（正確には2013年12月24日=2013年度のグランプリ明け）から登場した。
2014年度・第1期生のメンバーは同年12月31日のクィーンズクライマックスの終了をもって全員卒業し、2015年1月1日から、このユニットでの第2期生のメンバーに入れ替わった。第2期生は「BE DYNAMITE!（ビー・ダイナマイト）」をコンセプトに、謎の人物である「ボートニャーマスター」が、BOATNYAメンバーに様々な指令を出し、世界各地のダンスの聖地を回りながらボートレースのPRに取り組む様を描いたものとなっている。2015年12月31日をもって「BOATNYA」シリーズのCMは終了し、新シリーズへ移行した2016年度も、すみれは引き続きメインキャラクターを担当している。

## メンバー
BOATNYA WHITE
- 2014年（第1期生　以下同文）　clementine（クレメンティン）
- 2015年（第2期生　以下同文）

BOATNYA BLACK
- 2014年　今野晶乃
- 2015年　すみれ

BOATNYA RED
- 2014年　渡辺直美
- 2015年

BOATNYA BLUE
- 2014年　青山恵梨子
- 2015年

BOATNYA YELLOW
- 2014年　oh!YUKA
- 2015年
- 2016年    井田彩花

BOATNYA GREEN
- 2014年　ヘマ・モラレス
- 2015年

初登場順
- 2014年　RED→BLUE→BLACK・YELLOW（同時）→WHITE・GREEN（同時）
- 2015年　BLACK→YELLOW→BLUE→GREEN→RED→WHITE

## CM
CMの最後では「GUESS WHO?」というテロップが表示され誰がBOATNYAに扮しているのか予想するヒントを映し出す（全員がそろったところでこの表示はなくなる）。1年を通してのストーリー性が重視され、一度に全メンバーを露出するのではなく、上半期のCMでは1-2名程度を小出しで顔出しをし、それ以外は引き続き覆面をさせる。
「出没アド街ック天国」（テレビ東京系列）ではSG競走・プレミアムGI競走の開際日のみBOATNYAのCMが放映される（SG競走の開催日以外はていちゃんのCMを放映）。